# Kwemo Natanebi
Kwemo Natanebi – wieś w Gruzji, w regionie Guria, w gminie Ozurgeti. W 2014 roku liczyła 3099 mieszkańców.